# Sergiu-Mircea Constantinescu
Sergiu-Mircea Constantinescu (n.  ?) este un deputat român, ales în 2024 din partea PSD. 